# Mikuláš Reimarus Ursus
Mikuláš Reimarus Ursus (2. února 1551 Hennstedt – 16. října 1600 Praha) byl matematik a astronom, působící v poslední dekádě svého života na dvoře Rudolfa II. jako císařský matematik. Je také autorem jednoho z kompromisních modelů Vesmíru na pomezí mezi geocentrismem a heliocentrismem, o který vedl na sklonku života vyhraněné autorské spory s Brahem.

## Život
Mikuláš Reimarus Ursus byl synem chudých rodičů, jako dítě byl zaměstnán jako pasáček vepřů. Číst a psát se naučil až po 18. roce života. Později ale pracoval jako zeměměřič. Na přelomu let 1584/1585 pracoval několik měsíců v Uraniborgu u Erika Langeho, jenž byl přítelem Tycha Braha. V roce 1591 pak nastoupil jako císařský matematik u Rudolfa II.

## Ursův model Vesmíru

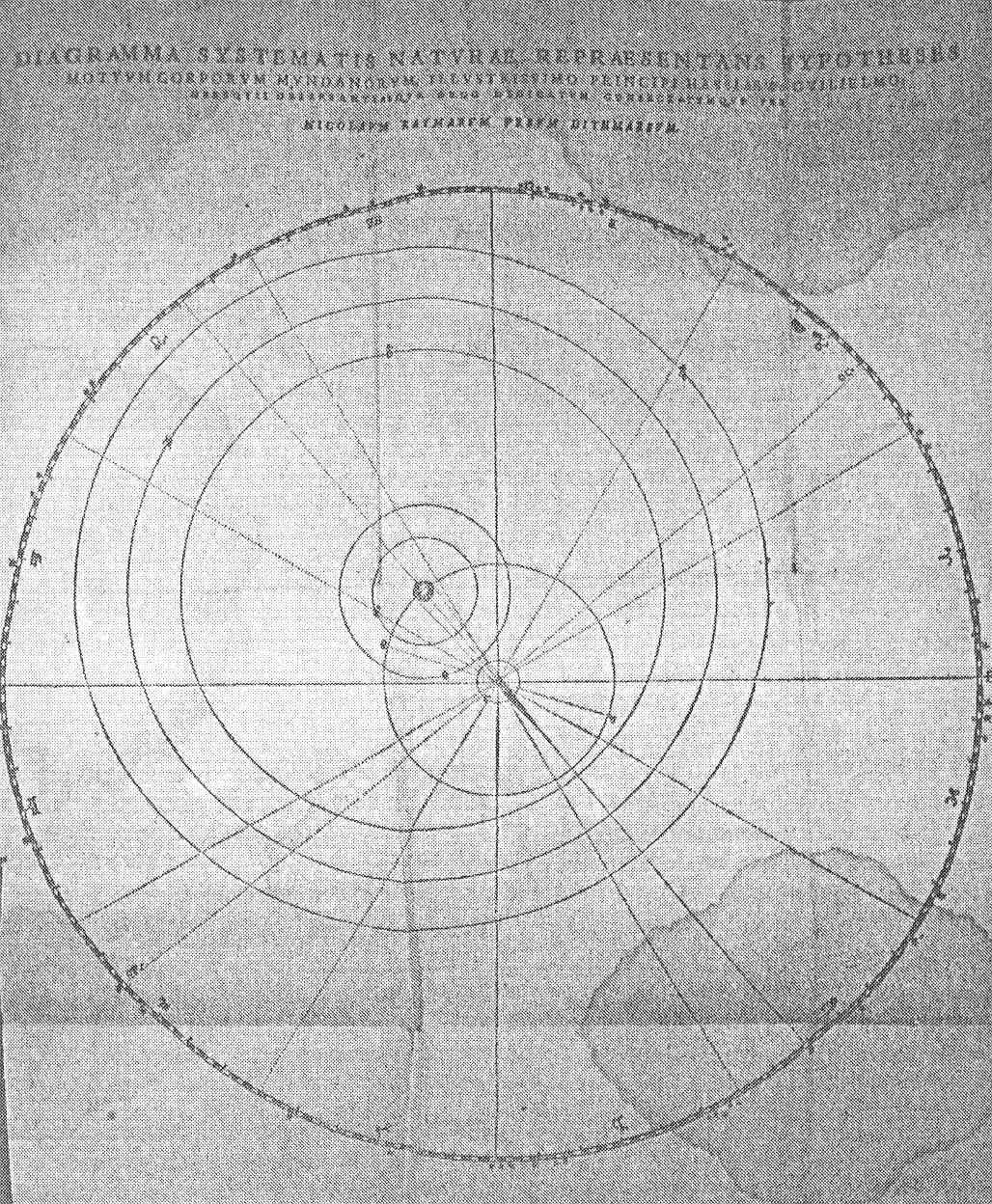
Nákres Ursova modelu Vesmíru

Ursův model Vesmíru se v mnohém podobal modelu Brahovu. Jednalo se také o Vesmír, v jehož středu se nachází Země. Ta však není zcela nehybná, ale koná dva pohyby: rotační a precesní. Kolem Země obíhají Slunce a Měsíc, kolem Slunce pak ostatní planety. Hvězdy nejsou uspořádány na pevné rotující sféře (jak to bylo ve Tychově modelu), ale ve velkých vzdálenostech od Země. Všechny jsou stejně velké, a rozdílná jasnost je dána jejich různou vzdáleností. Vesmír je naplněn vzduchem, který je nejhustší u Země.